# アラガツ山
アラガツ山（アラガツさん、アルメニア語: Արագած [ɑɾɑˈɡɑts]、ロシア語: Арага́ц）またはアラギャズ山（Ալագյազ [ɑlɑɡˈjɑz]）、アラギョズ山（Ալագյոզ [ɑlɑɡˈjɔz]、トルコ語: Alagöz Dağı、ロシア語: Алагёз）とは、アルメニア北西部にある成層火山である。同国の最高峰で、首都エレバンから約40km北西の地点にあり、安山岩からデーサイトで出来ている。

## 歴史
その4,095 m (13,435 ft)の山体は氷河によって浸蝕されており、鮮新世から更新世にかけての地質年代を示している。しかし、寄生火山と割れ目噴火の跡は山裾の至る方向に残っており、これは非常に多量の溶岩が流れ出た証拠となっている。
これらの中には完新世になってから形成されたと考えられている物もあったが、カリウム-アルゴン法による年代測定では更新世中期から後期にかけて起こった物であるとの結果が後に出た。最も若い山体の年代は精確にはわかっていないが、火山活動は更新世末から紀元前3000年までに抑制されたようである。噴火口と火砕丘による西南西から東北東に約13kmの長さを持つ尾根線は北側の噴火口の外輪を切っており、近い過去に溶岩と火山泥流が流れた証拠になっている。 そして、その火山泥流は鮮新世の山頂噴火の特徴であると考えられている。西斜面と南斜面は中石器時代から鉄器時代にかけてのペトログリフの産地となっている。

## 近隣
山腹にはビュラカン天文台や中世前期に作られたアンベルド要塞がある。
また、山の南東にはアシュタラク、北東にはアパラン、北西にはアルティク、南西にはタリンの町が存在している。それ以外の周辺自治体は村落である。

## 啓蒙者のランタン伝説
啓蒙者グレゴリオスがアラガツ山で祈りを捧げた時、天からランタンが落ちてきて、彼の下で光を放ち、光り続けているとされている。
アルメニア人はその啓蒙者のランタンがそこに未だにあり、純粋な人とその魂のみがその永遠のランタンを見る事が出来ると信じている。そしてそのランタンは彼らアルメニア国民の希望と夢の象徴となっている。

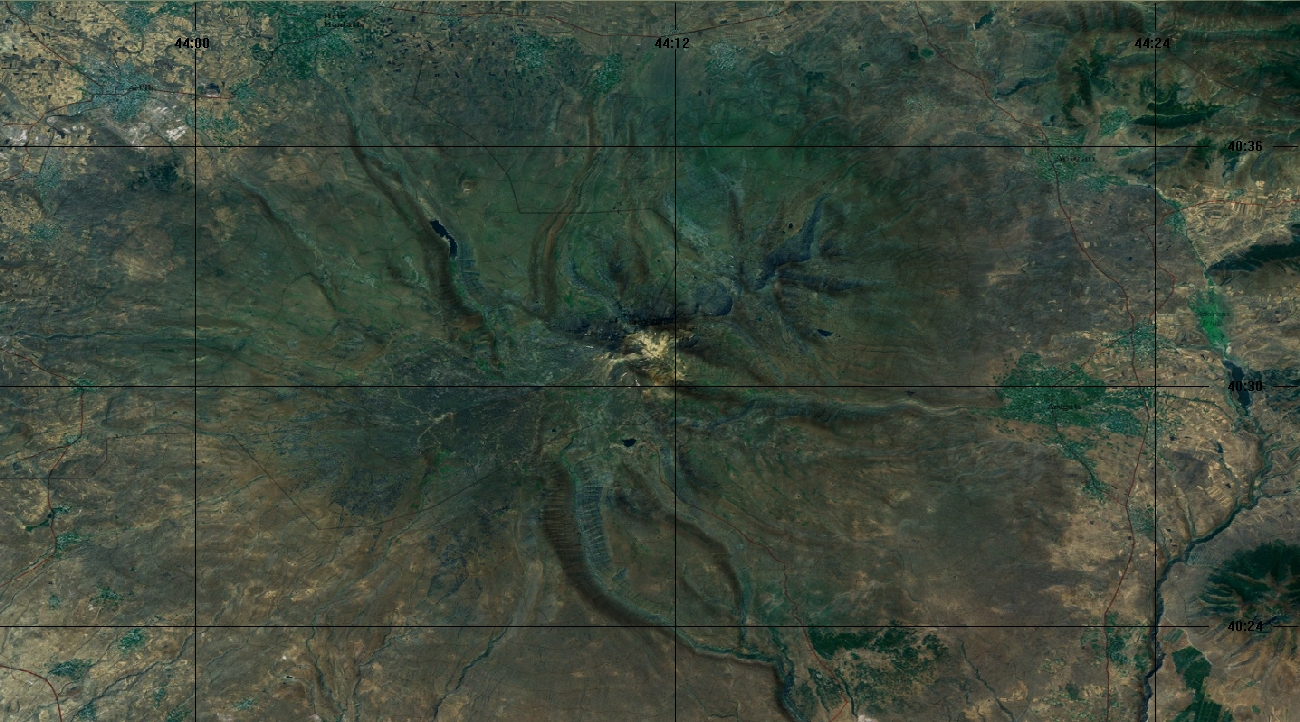
アラガツ山の地形

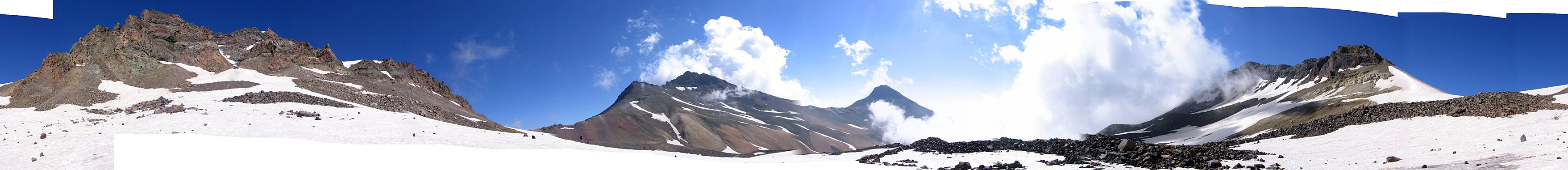
パノラマ画像